# Біле вугілля

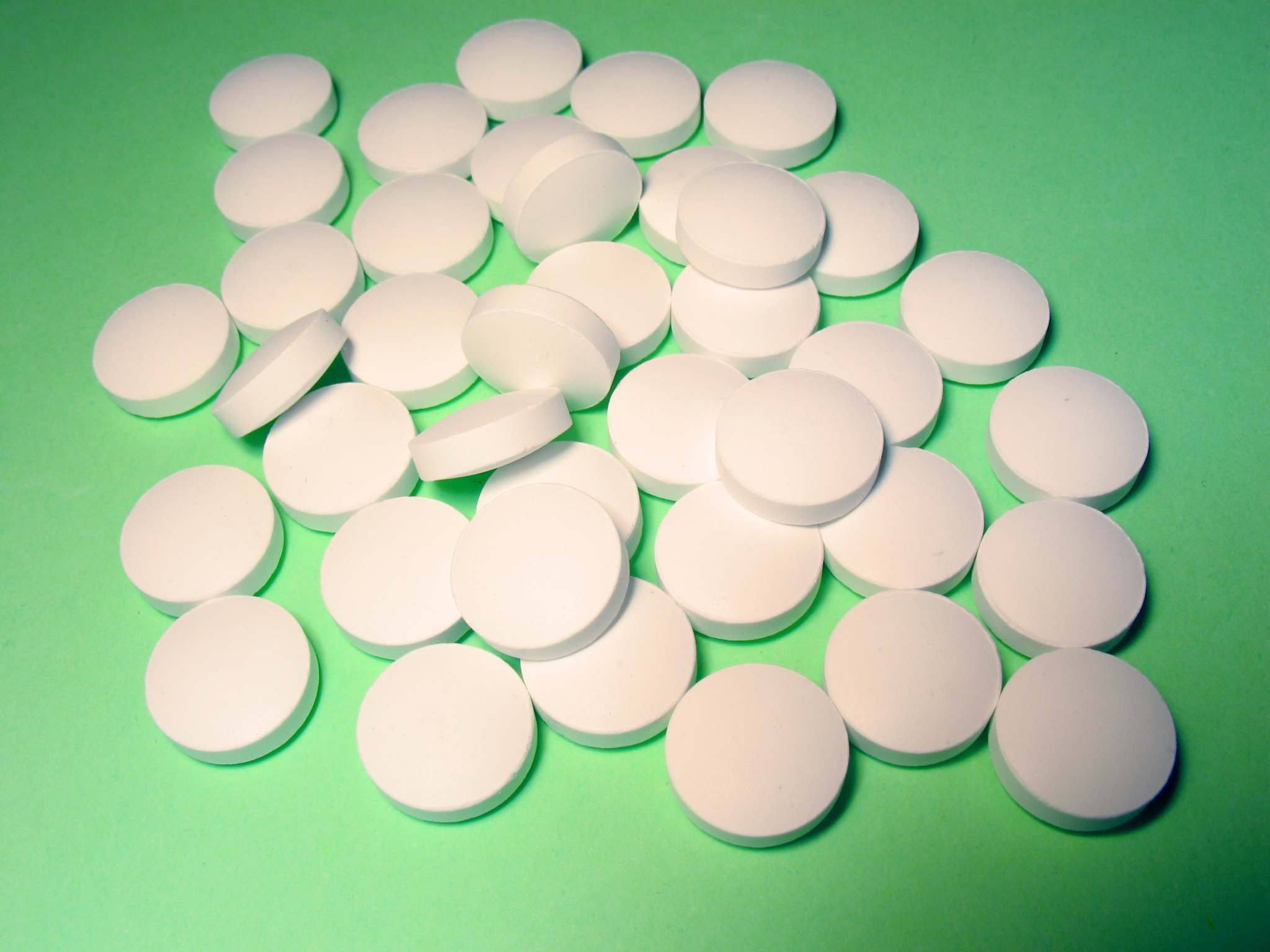

Бі́ле Вугі́лля — серія ентеросорбентів четвертого покоління, зареєстрованих як лікарський засіб (таблетки) та як дієтична добавка (порошок для приготування суспензії).
«Біле Вугілля®» — торгова назва, яку сорбенти отримали за аналогією з чорним активованим вугіллям, що має добре відомі сорбційні властивості.
Сорбент «Біле Вугілля®» не містить активованого вугілля у складі — основним компонентом тут є високодисперсний діоксид кремнію (SiO2) із розміром часток 7-10 нм, що дозволяє досягти площі активної сорбційної поверхні 300—400 м2 на 1 г.
У 2017 році таблетки «Біле Вугілля®», які відомі з року свого створення (2008), отримали статус лікарського засобу. При цьому були враховані результати багатоцентрового рандомізованого, подвійного сліпого, плацебо-контрольованого клінічного дослідження, проведеного в Україні у 2015—2016 рр. За даними цього дослідження сорбент достовірно підтвердив свою ефективність та безпечність, що дало змогу отримати реєстраційне посвідчення МОЗ України у статусі «Лікарський безрецептурний засіб».
«Біле Вугілля®» рекомендують для застосування у якості ентеросорбенту при таких показаннях:
- як монотерапія або у комплексній терапії:
  - гострих кишкових захворювань (сальмонельоз, харчові токсикоінфекції);
  - гострої діареї різної етіології;
  -  екзогенної інтоксикації побутовими і промисловими токсинами (алкалоїдами, солями важких металів, іншими речовинами), лікарськими препаратами, при алкогольно-харчових перевантаженнях.

- як допоміжна терапія:
  -  при вірусних гепатитах;
  -  при алергічних захворюваннях;
  -  при дерматитах;
  -  при пізньому гестозі вагітних.

## Фармакологічна дія
«Біле Вугілля®» — ентеросорбент, активною речовиною якого є кремнію діоксид. Висока дисперсність кремнію діоксиду забезпечує велику активну поверхню сорбції і, отже, сорбційну ємність препарату. Непориста структура частинок кремнію діоксиду забезпечує високу швидкість сорбції. Відсутність пор також пояснює слабку сорбцію низькомолекулярних сполук, в тому числі мінеральних речовин і вітамінів.
Кремнію діоксид має значну адсорбційну активність щодо речовин білкової природи, що сприяє виведенню з організму екзо- і ендотоксинів, токсичних продуктів неповного розпаду великих органічних сполук, патогенних антигенів і алергенів мікробного або іншого походження. Завдяки наявності на поверхні мікроорганізмів різноманітних білкових структур високодисперсний діоксид кремнію активно сорбує патогенну мікрофлору в кишечнику — до 1010 мікробних тіл на 1 грам речовини, що забезпечує виражений протимікробний та антидіарейний ефекти. До того антидіарейний ефект кремнію діоксиду полягає в обволіканні слизової оболонки кишечника, що перешкоджає адгезії мікроорганізмів і їх колонізації, а також блокує дію стимуляторів секреції рідини в кишечнику (дезоксихолатів натрію, ц-АМФ і серотоніну) через вплив на відповідні рецептори. Додатковим механізмом антидіарейної дії є структурування кишкового вмісту через виражені гідрофільні властивості кремнію діоксиду.
Кремнію діоксид сприяє переміщенню з внутрішнього середовища організму (кров, лімфа, інтерстицій) до травного тракту різних токсичних продуктів, у тому числі середніх молекул, олігопептидів, амінів та інших речовин, за рахунок концентраційних та осмотичних градієнтів з подальшим зв'язуванням і виведенням з організму.
Кремнію діоксид має виражені адсорбційні властивості щодо холестерину, жовчних пігментів (зокрема білірубіну), фосфоліпідів, моносахаридів та білків (300—600 мг на 1 г сорбенту), які містять первинну аміногрупу. Сорбція жовчних пігментів та холестерину відбувається безпосередньо з шлунково-кишкового тракту у складі міцелярних комплексів з білками та фосфоліпідами і може становити декілька міліграмів на 1 г сорбенту.
Мікрокристалічна целюлоза, що входить до складу лікарського засобу «Біле Вугілля®», доповнює адсорбційні властивості діоксиду кремнію, зв'язуючи холестерин і важкі метали. Набряклі волокна мікрокристалічної целюлози, просуваючись уздовж кишечника, механічним шляхом очищають поверхню його слизової. Така діє перешкоджає виникненню закрепів під час прийому.
Кремнію діоксид виявляє хімічну та мікробіологічну стійкість: він не розкладається в органічних розчинниках та біологічних рідинах, в тому числі у шлунковому соку, а структура його часток не змінюється при зміні рН.
Кремнію діоксид не акумулюється в організмі. Більше ніж 99 % кремнію діоксиду у незміненому вигляді виводиться через шлунково-кишковий тракт разом із калом. При пероральному прийомі до системного кровотоку проникає менше 1 % кремнію діоксиду і виводиться нирками з сечею.

## Форма випуску й склад
- «Біле Вугілля®» 10 або 24 таблетки у блістерах. Реєстрація: безрецептурний лікарський засіб. Склад: 1 таблетка містить 210 мг діоксиду кремнію (SiO2) і мікрокристалічну целюлозу. Таблетки виготовлено відповідно до стандартів GMP[3]. «Біле Вугілля®» у таблетках дозволяється вживати дорослим та дітям віком від 3 років і старше, курс споживання визначає лікар індивідуально[8]. В складі таблеток відсутній цукор, що має значення для хворих на цукровий діабет. Країна виробництва: Україна.
- «Біле Вугілля®» 100 таблеток у полімерному контейнері Реєстрація: добавка дієтична. Склад: 1 таблетка містить 210 мг діоксиду кремнію (SiO2) і мікрокристалічну целюлозу. Таблетки виготовлено відповідно до стандартів GMP[3]. «Біле Вугілля®» у таблетках дозволяється вживати дорослим та дітям віком від 3 років і старше, курс споживання визначає лікар індивідуально[8]. Країна виробництва: Україна. У березні 2019 року виробник подав заявку про реєстрацію форми як лікарського засобу.
- «Біле Вугілля®» порошок у флаконі для приготування суспензії. Реєстрація: добавка дієтична. Склад: 12 г діоксиду кремнію у флаконі[9]. Суспензію дозволяється вживати дорослим та дітям віком від 1 року і старше, курс споживання визначається в інструкції. Країна виробництва: Україна. Виробництво цієї форми припинено у березні 2019 року через обмеження з боку нормативів Євросоюзу.
- «Біле Вугілля®» порошок у саше для приготування суспензії. Реєстрація: добавка дієтична. Склад: діоксид кремнію, мікрокристалічна целюлоза. Суспензію дозволяється вживати дорослим та дітям віком від 3 років і старше, курс споживання визначається в інструкції. Країна виробництва: Україна.

## Чим «Біле Вугілля®» відрізняється від сорбентів на основі активованого вугілля
Головне, що відрізняє «Біле Вугілля®» від активованого чорного — це хімічний склад. Якщо активоване чорне вугілля в абсолютній більшості маси складається з вуглецю (карбон), то основний компонент «Білого Вугілля®» — високодисперсний діоксид кремнію.
Сорбційні властивості «Білого Вугілля®» значно перевищують аналогічні показники для чорного, активованого вугілля. При отруєннях середня добова доза активованого вугілля — 20-30 грам або 80-120 пігулок по 0,25 грам. Середня добова доза для сорбенту «Біле Вугілля®» — 3-4 таблетки 3-4 рази на добу (1,9-3,4 г).
Структура діоксиду кремнію та його фізико-хімічні властивості є причиною слабкої сорбції низькомолекулярних сполук, в тому числі мінеральних речовин і вітамінів.
Завдяки наявності у складі сорбенту мікрокристалічної целюлози при прийомі «Білого Вугілля®» відсутній ризик закрепу.

## Протипоказання
індивідуальна непереносимість компонентів, виразкова хвороба шлунка та виразка 12-палої кишки в стадії загострення, виразки та ерозії слизової оболонки кишечнику, шлункові та кишкові кровотечі, кишкова непрохідність.